# ソウル新聞
ソウル新聞（韓国語：서울신문）は、韓国の首都・ソウル特別市に本社を置く新聞社である。

## 概要
1904年7月18日に創刊した韓国最古の新聞・大韓毎日申報の後身である毎日新報が、1945年11月10日の占領軍軍政長官による命令で一時停刊、その編集幹部や社員が中心となって11月23日に夕刊紙として創刊した（但し紙齢については大韓毎日申報→毎日新報のものを継承している）。
一貫して政府寄りの論調であり、四月革命ではデモ隊の学生の急襲を受けた。朴正煕時代には半ば政府の準機関紙的な存在となり、「政権のトランペット」とまで揶揄された。ハングル化の流れにも先鞭をつけているが、直ぐに漢字混交文に戻している。
1998年11月11日に題号を大韓毎日に改称・社名も大韓毎日新報社とするが、2004年に再度ソウル新聞に復した。

## 論争
- 2011年3月11日、日本で起きた東日本大震災を3月12日に「日本沈没」という大きな見出しで掲載し、日本映画『日本沈没』と比較した（同様行為は中央日報にも掲載された）[1]。日本沈没の映画を連想させるため、インターネット上で非難された[2]。
- 産経新聞ソウル支局長名誉毀損起訴事件で無罪となった加藤達也に関して、「加藤前支局長が『裁判費用一切を補償せよ』と政府相手に訴訟」という見出しの記事を2016年4月17日に電子版に掲載した。しかし、加藤が請求したのは裁判費用一切ではなく、韓国の刑事訴訟法で定められた出国禁止解除から無罪判決まで公判に出席するための東京─ソウル往復の旅費と宿泊費など最低限の実費だけであり、なおかつ、政府相手に訴訟を起こしたのではなく規定に沿って請求手続きをしただけであった。加藤はソウル新聞の記者に訂正を求めた[3][4]。

## 主な発行紙誌
- ソウル新聞
- 新天地
- サンデーソウル
- スポーツソウル
- ピープル